# Cascade Cycling Classic
Das Cascade Cycling Classic war ein Etappen-Radrennen in den USA. Es fand seit 1980 statt und war das am längsten ununterbrochen ausgetragene Etappenrennen für Elitefahrer im Land. Seit 2002 wurde das Rennen auch für Frauen ausgerichtet. Trotz internationaler Beteiligung war der Wettbewerb nicht Teil eines UCI-Kalenders, sondern wurde im Rahmen des National Racing Calendar des US-Radsportverbands ausgetragen. In der Saison 2017 stand das Rennen für ein Jahr im Kalender der UCI America Tour.
Das Rennen wurde in Central Oregon rund um Bend ausgetragen und von der Mt. Bachelor Ski Education Foundation organisiert. Es ging (variierend) über fünf oder sechs Etappen. Rekordsieger bei den Männern ist der US-Amerikaner Scott Moninger mit vier Siegen, bei den Frauen entschied seine Landsmännin Kristin Armstrong das Rennen zweimal für sich. 2019 wurde das Rennen zum letzten Mal ausgetragen.

## Palmarès

### Männer
- 2019  Travis McCabe
- 2018 -keine Austragung-
- 2017  Robin Carpenter
- 2016  Robin Carpenter
- 2015  Dion Smith
- 2014  Serghei Țvetkov
- 2013  Serghei Țvetkov
- 2012  Francisco Mancebo
- 2011  Francisco Mancebo
- 2010  Rory Sutherland
- 2009  Óscar Sevilla
- 2008  Levi Leipheimer
- 2007  Phil Zajicek
- 2006  Chris Wherry
- 2005  Scott Moninger
- 2004  Mike Creed
- 2003  Tom Danielson
- 2002  Chris Wherry
- 2001  Scott Moninger
- 2000  Scott Moninger
- 1999  Scott Moninger
- 1998  Lance Armstrong
- 1997  Jonathan Vaughters
- 1996  Marty Jemison
- 1995  Mike Englemann
- 1994  Mike Englemann
- 1993  Bart Bowen
- 1992  Cezary Zamana
- 1991  Greg Oravetz
- 1990  Mike Englemann
- 1989  Mike Carter
- 1988  Todd Gorski
- 1986  Brian Wallton
- 1986  Alan McCormick
- 1985  David Zimbalman
- 1984  Dale Stetina
- 1983  Dale Stetina
- 1982  Alexi Grewal
- 1981  Mark Cahn
- 1980  Ron Hayman

### Frauen
- 2019  Emma Grant
- 2018 -keine Austragung-
- 2017  Allie Dragoo
- 2016  Tara Whitten
- 2015  Andrea Dvorak
- 2014  Lauren Stephens
- 2013  Kirsten McGrath
- 2012  Alison Powers
- 2011  Janel Holcomb
- 2010  Mara Abbott
- 2009  Evelyn Stevens
- 2008  Kristin Armstrong
- 2007   nicht ausgetragen
- 2006  Kristen Lasasso
- 2005  Kristin Armstrong
- 2004  Christine Thorburn
- 2003  Lyne Bessette
- 2002  Kimberly Bruckner